# Brzozówka (Kozienice)
Pour les articles homonymes, voir Brzozówka.
Brzozówka (prononciation : [bʐɔˈzufka]) est un village polonais de la gmina de Grabów nad Pilicą dans le powiat de Kozienice de la voïvodie de Mazovie dans le centre-est de la Pologne.
Il se situe à environ 2 kilomètres au sud-ouest de Grabów nad Pilicą (siège de la gmina), 29 kilomètres au nord-ouest de Kozienice (siège du powiat) et à 58 kilomètres au sud de Varsovie (capitale de la Pologne).
Le village possède approximativement une population de 272 habitants.

## Histoire
De 1975 à 1998, le village appartenait administrativement à la voïvodie de Radom.